# ピラミッド三人娘
ピラミッド三人娘（ - さんにんむすめ）とは、日本の芸能事務所、アーティストハウス・ピラミッドに所属するグラビアアイドルの熊田曜子、安田美沙子、夏川純の3人を指す総称である。
3人とも2000年代半ばに芸能界デビューして、雑誌グラビアやテレビのバラエティ番組、CMなどで活躍している。

## プロフィール
- 熊田曜子（くまだ ようこ）

1982年5月13日生、岐阜県出身
- 安田美沙子（やすだ みさこ）

1982年4月21日生、京都府出身
- 夏川純（なつかわ じゅん）

1980年9月19日生、広島県出身

## 3人揃っての活動
- 関西テレビ制作のトーク番組「さんまのまんま」に熊田・安田・夏川の3人が浴衣姿で出演した（関西は2007年8月17日、関東は同年8月24日に放映）。
- 熊田・安田・夏川と後藤ゆきこの4人による写真集が2006年に出版された。2007年には熊田と安田の2人だけの写真集も出版されている。
- 2005年から2006年まで、パソコンソフト・筆王（アイフォー→ソースネクスト）のテレビCMに出演していた（安田は2004年から）。

## その他
3人とも消費者金融のCMに出演した経験がある。
- 熊田曜子=アコム（2004年～2006年）
- 安田美沙子=アイフル（2002年～2006年）
- 夏川純=レイク（2006年～2008年）